# 気仙沼町民歌
「気仙沼町民歌」（けせんぬまちょうみんか）は、日本の宮城県本吉郡気仙沼町が太平洋戦争中に制定した町民歌である。作詞は土井晩翠、作曲は栗原勉。

## 解説
1889年（明治22年）の町村制施行当初から町制を敷いていた気仙沼町が1939年（昭和14年）に町制50周年を迎えたことを記念し、詩人の土井晩翠に作詞を依頼して作成された。作曲者の栗原は戦後の1951年（昭和26年）に発表された新民謡「気仙沼小唄」を手掛けたことでも知られる。
完成後、町内の鼎座で作曲者自らが指揮を執り発表演奏が行われた。制定時は太平洋戦争の最中であったが全3番から成る歌詞に好戦的・大時代的な要素は無く、戦後も歌唱が続けられたとされる。

### 復元
気仙沼町は1953年（昭和28年）に同じく本吉郡の鹿折町および松岩村と新設合併し（旧）気仙沼市が成立した。この時を以て町民歌は廃止され、1968年（昭和43年）選定の市民音頭「気仙沼音頭」や1980年（昭和55年）作成の市民歌「気仙沼讃歌」などの楽曲が作成されている。（旧）気仙沼市は2006年（平成18年）に唐桑町と新設合併して（新）気仙沼市が成立したが、合併協議会では旧市の時代に作成された「気仙沼音頭」や「気仙沼讃歌」の扱いに関しては特に取り決められておらず、後者は2016年（平成28年）の合併10周年記念式典でも演奏されている。
合併後の2010年（平成22年）、作曲者の四男が旧町民歌の復元演奏を行い、CDに収録した。同年内には市内の有志が「土井晩翠作詞『気仙沼民歌』を復元させる会」を結成し、2020年（令和2年）には改めて「復元させる会」が新録したCDが作成されている。